# Magatzem Clavell
El Magatzem Clavell és un edifici del municipi de Cardedeu (Vallès Oriental) inclosa en l'Inventari del Patrimoni Arquitectònic de Catalunya.

## Descripció
És un magatzem alineat a dos carrers amb una paret mitgera que correspon a la casa de Salvador Claver, formant així, magatzem i casa, cos cossos alineats. La fàbrica, a la planta baixa, és de sostre alt i coberta de teules a dues vessants. Dues grans portes i tres finestres a la façana. Les finestres són d'àmplia llinda el·líptica, solució d'en Raspall a la seva etapa modernista, que repeteix en altres edificis variant mínimament la composició, com es pot veure al conjunt de finestres del carrer Major, casa Clavell i Bot. Pertany doncs a la primera etapa modernista de l'arquitecte.

## Història
El 10-7-1910 s'autoritzà per acord municipal a S. Clavell la construcció d'un magatzem al c/ Montseny, al costat de la via fèrria: poc temps després, l'any 1912, S. Clavell es construí una casa al costat del magatzem.
La situació del magatzem devia estar molt pensada, ja que està molt a prop de l'estació de ferrocarril. El carrer Montseny, on està situat, deia poc que s'havia obert, el 1907 segons T. Balvey.